# لانتانا ليوناردية
لانتانا ليوناردية (الاسم العلمي: Lantana leonardorum) هي نوع نباتي يتبع جنس اللانتانا من فصيلة اللويزية.